# Propoziția în limba arabă
Acest articol are ca subiect propoziția în araba modernă standard, fiind analizate îndeaproape tipurile de propoziții, topica în propoziție, părțile de propoziție și diverse aspecte privind acordul dintre acestea.

## Tipuri de propoziții
În funcție de elementele componente, propozițiile în limba arabă se împart în două categorii: nominale și verbale. O „propoziție nominală” ( جملة إسمية ǧumla ʼismiyya) este formată din doi constituenți de origine nominală  (substantive, pronume, adjective, etc), iar „propoziția verbală” ( جملة فعلية ǧumla fiʿliyya) este cea care conține un verb.
În viziunea gramaticii arabe tradiționale, criteriul care desemna tipul unui enunț era strâns legat de clasa morfologică din care făcea parte cuvântul cu care debuta propoziția. Astăzi, ținând cont că regulile privind topica sunt mai puțin rigide, criteriul primului cuvânt nu mai primează.

### Propoziția nominală
Propoziția nominală este des întâlnită în limba arabă, iar în componența sa intră subiect și un predicat nominal, în lipsa unui verb copulativ.
Cei doi constituenți poartă numele de „mubtadaʼ” (literal: „cu ceea ce se începe”, deține rolul de subiect) și „ẖabar” (literal: „informație”, deține rolul de nume predicativ). Motivul pentru care verbul lipsește din aceste structuri ține de faptul că, în limba arabă, verbul copulativ„a fi” (كان kāna) la modul indicativ, timpul prezent este subînțeles în propozițiile nominale. Atât subiectul, cât și numele predicativ stau în cazul nominativ, dacă nu există alte elemente în cadrul enunțului care să le influențeze cazul (exemplu: prepoziții) și se află într-o relație de acord în gen și număr: الليلة جميلة al-laylatu ǧamilatun- „Noaptea (este) frumoasă.” 
Pentru dezambiguizare, în cazul propozițiilor care au ambii membri definiți sau au ca subiect un pronume demonstrativ, se recurge la utilizarea unui pronume de separație (ضمير الفصل ḍamīru l-faṣli), amplasat între cele două părți nominale: تلك هي الحقيقة tilka hiya l-ḥaqīqatu- „Acesta este adevărul.”
O mulțime de elemente nominale (și nu numai) pot fi alăturate în vederea obținerii unor enunțuri nominale, iar printre cele mai frecvent folosite se numără: substantivele, pronumele, adjectivele, participiile, numeralele și diferite construcții prepoziționale. În plus, numele predicativ poate fi exprimat și printr-o propoziție nominală: السيارة سعرها مرتفع as-sayyāratu siʿruhā murtafiʿun- „Prețul mașinii (este) ridicat.” sau verbală: الولد يلعب الكرة al-waladu yalʿabu l-kurata- „Băiatul se joacă fotbal.”

#### Valori exprimate de propoziția nominală[4]
Limba arabă cunoaște o gamă mult mai diversificată de valori exprimate prin verbul „a fi” decât alte limbi, precum română. În linii mari, propozițiile nominale servesc la:
- redarea unei definiții: الكلام إسم و فعل و حرف al-kalāmu ʼismun wa fiʿlun wa ḥarfun- „Cuvântul (este) nume, verb și particulă.”
- redarea unei comparații: الربيع شباب الزمان ar-rabīʿu šabābu z-zamāni- „Primăvara (este) tineretețea vremii.”
- redarea unor caracterizări ce țin de cantitate, măsură, origine, material, cauză: العمود ثلاثون ذراعا al-ʿamūdu ṯalāṯūna ḏirāʿan- „Coloana (are) treizeci de coți.”
- exprimarea posesiei: عندي كتبʿindī kutubun- „Am cărți.”

#### Negația propozițiilor nominale
Negația propozițiilor nominale se face prin intermediul verbului „a nu fi” (ليس laysa), care schimbă, totodată, cazul numelui predicativ din nominativ în acuzativ. 
- aspect pozitiv: البيت كبير al-baytu kabīrun- „Casa este mare.”
- aspect negativ: ليس البيت كبيرا laysa al-baytu kabīran- „Casa nu este mare.”

#### Timpul imperfect în propozițiile nominale
Propozițiile nominale pot fi trecute la imperfect prin utilizarea formei de îndeplinit a verbului „a fi” (كان kāna), care influențează cazul numelui predicativ și îl schimbă în acuzativ, așa cum se întâmplă și în situația negației prin verbul laysa: كان الطريق طويلا laysa aṭ-ṭarīqu ṭawīlan- „Drumul nu a fost lung.”

#### Topica în propoziții nominale
Topica este una fixă (subiectul pe prima poziție, urmat de numele predicativ), însă există unele cazuri în care cei doi constituenți ai enunțului nominal își inversează locurile, atunci când subiectul este nearticulat, iar numele predicativ capătă o valoare circumstanțială:
هنا غرفتك hunā ġurfata-ka- „Aici este camera ta.”

### Propoziția verbală
Propoziția verbală este cea care conține un verb (فعل fiʿl) și un actant/obiect asociat acțiunii verbului (فاعل fāʿil), iar cel mai simplu enunț de acest tip poate să conțină doar un verb, ținând cont că în flexiunea verbală sunt înglobate informații privind persoana care desfășoară o acțiune: عاد ʿāda- „El s-a întors.”. În situația în care subiectul este exprimat și nu este subînțeles din flexiunea verbală, verbul ocupă o poziție frontală în cadrul enunțului, succedat de actantul în cazul nominativ, cu care se acordă în gen: عاد السفير ʿāda as-safīru- „Ambasadorul s-a întors.”
În funcție de tranzitivitatea verbului, propoziția poate fi extinsă cu unul sau mai multe complemente (direct, indirect, circumstanțial). Totodată, verbul din enunț poate sta la orice mod, timp, diateză și aspect.

#### Topica enunțurilor verbale

##### VSO
Topica standard este VSO (verb, subiect, obiect): كتب الولد رسالة kataba l-waladu risālatan- „Băiatul a scris o scrisoare”, însă pot fi întâlnite și enunțuri ce respectă o topică de tip SVO (subiect, verb, obiect) sau VOS (verb, obiect, subiect).

##### SVO
În cazul enunțurilor construite pe schema SVO, predicatul și subiectul se acordă nu doar în gen, dar și în număr. Totodată, trecerea în poziție inițială a elementului nominal (cu funcție sintactică de subiect) transformă enunțul verbal într-o propoziție nominală. Se apelează deseori la această formulă din motive stilistice și apare cu precădere în titluri, având rol de emfază ( فرنسا تحذر الناشطين الإسلاميين faransā tuhaḏḏiru n-nāšiṭīna l-ʼislāmiyyīna- „Franța amenință activiștii islamici.”) și în unele expresii fixe ( الله يسلمك allahu yusallimu-ka- „Dumnezeu să te aibă în pază”).

##### VOS
Această ordine este preferată când subiectul este mai amplu decât obiectul și, astfel, trece în poziție finală: حضر اللقاء عدد من أصحاب الإختصاص ḥaḍara l-liqāʼaʿadadun min ʼaṣḥābi l-ʼiẖtiṣāṣi.- „Câțiva specialiști au participat la întâlnire.”

## Părțile de propoziție
Propoziția în limba arabă este realizată prin părți de propoziție principale (subiectul și predicatul), despre care s-a vorbit în secțiunile anterioare, dar și părți de propoziție secundare (o serie de complemente). 

### Tipuri de complemente[10]

#### Complementul direct și indirect
Aceste două complemente se găsesc sub denumirea de „mafʿūl bihi” (مفعول به). Complementul sau obiectul direct este cerut de verbele tranzitive și arată asupra cui se exercită acțiunea sau care este rezultatul acesteia: قرأ التلميذ كتابا qaraʼa t-tilmīḏu kitāban- „Elevul a citit o carte.” A se nota că și araba, precum alte limbi, cunoaște verbe dublu tranzitive, deci o propoziție poate avea două obiecte directe.
Complementul indirect determină un verb intranzitiv, iar în arabă se exprimă, în special, prin construcții prepoziționale. Când propoziția include atât un complement direct, cât și unul indirect, acesta din urmă va succeda mereu obiectul direct: سألت أمي أسئلة كثيرة saʼaltu ʼummī ʼasʼilatan kaṯīratan- „Am întrebat-o pe mama mea multe lucruri.”

#### Complementul circumstanțial de mod
În funcție de structura complementului și a semnificațiilor atașate elementelor determinate de aceste complemente, se disting trei tipuri diferite de complemente circumstanțiale de mod: 

##### Complementul de stare
Acest tip de complement, denumit în limba arabă „al-ḥāl” (الحال), vine ca o completare a verbului determinat, desemnând „o stare permanentă sau momentană a unui obiect sau a unei ființe, manifestată în cursul unei acțiuni”. Acest complement este deseori exprimat printr-un participiu activ nedefinit, în acuzativ, care se acordă cu actantul în număr și gen: سألته ضاحكا saʼaltuhu ḍāḥikan- „L-am întrebat râzând.”

##### Complementul circumstanțial de modalitate
Complementul circumstanțial de modalitate este cel mai potrivit pentru a exprima diferite valori adverbiale, el determină un verb sau o propoziție și se exprimă fie printr-un nume nedefinit, în cazul acuzativ, fie printr-o sintagmă prepozițională: أكلت بسرعة ʼakaltu bi-surʿatin- „Am mâncat repede.”

##### Complementul sociativ
Complementul sociativ sau „al-mafʿūl maʿahu” (المفعول معه) este un complement cu care limba română nu este familiarizată, exprimat printr-o construcție formată din conjuncția coordonatoare „și” (و wa) și un nume. Se obține, astfel, un complement care indică participarea la acțiunea cuiva: جاء زيد وصاحبه ǧaʼa zaydun wa ṣāḥibahu- „Zayd a venit împreună cu prietenul său.”

#### Complementele circumstanțiale de loc și timp
În terminologia gramaticienilor arabi, cele două complemente sunt notate ca „mafʿūl fīhi” (مفعول فيه) și determină, de regulă, verbe ce cuprind în sememul lor ideea de loc, durată, timp: رجع إلى البيت أمس raǧaʿa ʼila l-bayti ʼamsi- „S-a întors acasă ieri.”

#### Complementul circumstanțial de cauză și scop
Denumirea în arabă pentru aceste complement este cea de „mafʿūl li-ʼaǧlihi” (مفعول لأجله) și, după cum spune și numele, face referire la motivul sau scopul unei acțiuni: فرّ زيد خوفا farra zaydun ẖawfan.- „Zayd a fugit de frică.”

#### Specificativul
Specificativul sau „at-tamyīz” (التمييز) este „un complement de limitare sau de măsură care determină semnificația unui verb sau a unui nume sau a unei propoziții”: حفظت سبعين بيتا ḥafiẓtu sabʿīna baytan- „Am memorat 70 de versuri.”

#### Complementul absolut
Complementul absolut sau intern (în arabă: المفعول المطلق  al-mafʿūl al-muṭlaq) constă în alăturarea dintre un verb și un nume derivat din rădăcina acestuia (în special nume de acțiune, dar se folosesc și participii sau construcții prepoziționale). Este favorizată traducerea structurii printr-un adverb: يرتعشون إرتعاشات شديدة yartaʿišūna irtiʿāšātin šadīdatan- „Tremurau puternic (cu tremurături puternice)”. În vorbirea populară, există și în limba română câteva structuri de acest tip: „Odihnea odihna sfântă”/„A umblat cale lungă.”